# Lycée Jules-Ferry (Paris)
Pour les articles homonymes, voir Lycée Jules-Ferry.
Le lycée Jules-Ferry est un établissement public de l'enseignement du second degré français, situé au 77 du boulevard de Clichy, dans le 9e arrondissement de Paris.
Ouvert en 1913 comme lycée de jeunes filles, le lycée Jules-Ferry est emblématique de l'architecture scolaire de la Troisième République et empreint des principes hygiénistes qui ont présidé à sa conception. Il accueille entre 1917 et 1923 la première classe préparatoire à l'École centrale des arts et manufactures pour jeunes filles de France. Après 1945, il eut pour annexes les actuels lycée Honoré-de-Balzac (1948-1955) et collège Stéphane-Mallarmé (1959-1964). Comme beaucoup de lycées, il accueille un jardin d'enfants (ou 11e), des classes préparatoires (10e-9e) et élémentaires (8e-7e), fermés entre 1936 et 1957. Les premiers garçons sont admis dans les classes préparatoires aux grandes écoles au cours des années 1960. Le premier cycle secondaire devient mixte à la rentrée 1975 et le second à la rentrée 1980.  
Cité scolaire mixte non partitionnée, le lycée Jules-Ferry comprend un collège, un lycée et des classes préparatoires littéraires. 

## Histoire

### Avant le lycée (1869-1912)
En 1869, la congrégation des Dames Zélatrices de la Sainte-Eucharistie achète un terrain situé à l'angle de l'actuel boulevard de Clichy et de la rue de Douai ; elle y bâtit un couvent et une chapelle.
En 1901, la congrégation est dissoute en vertu des dispositions de la loi sur les associations puis, expropriée en vertu des dispositions de la loi de 1904 sur les congrégations enseignantes. Les premières ébauches du projet de lycée remontent à 1906 ; ce projet est ajourné plusieurs fois en raison de la crise des inventaires, consécutive à l'application de la loi de séparation des Églises et de l'État (1905).
Laissée à l’abandon, la chapelle du couvent a servi de cinéma que fréquenta Pablo Picasso.
La première pierre est posée en mai 1912. Les plans sont l'œuvre de Pierre Paquet, architecte en chef des monuments historiques et ancien architecte diocésain. Camille Boignard réalise les frises peintes qui donnent leurs noms aux salles de classe et qui décorent circulations et bureaux. L'entreprise d'Émile Robert réalise quant à elle la ferronnerie d'art. À son ouverture, le lycée associe de nouveaux bâtiments, construits en forme de V le long de la rue de Douai et du boulevard de Clichy, et un corps de l'ancien couvent.

### Les débuts d'un lycée parisien de jeunes filles (1913-1930)

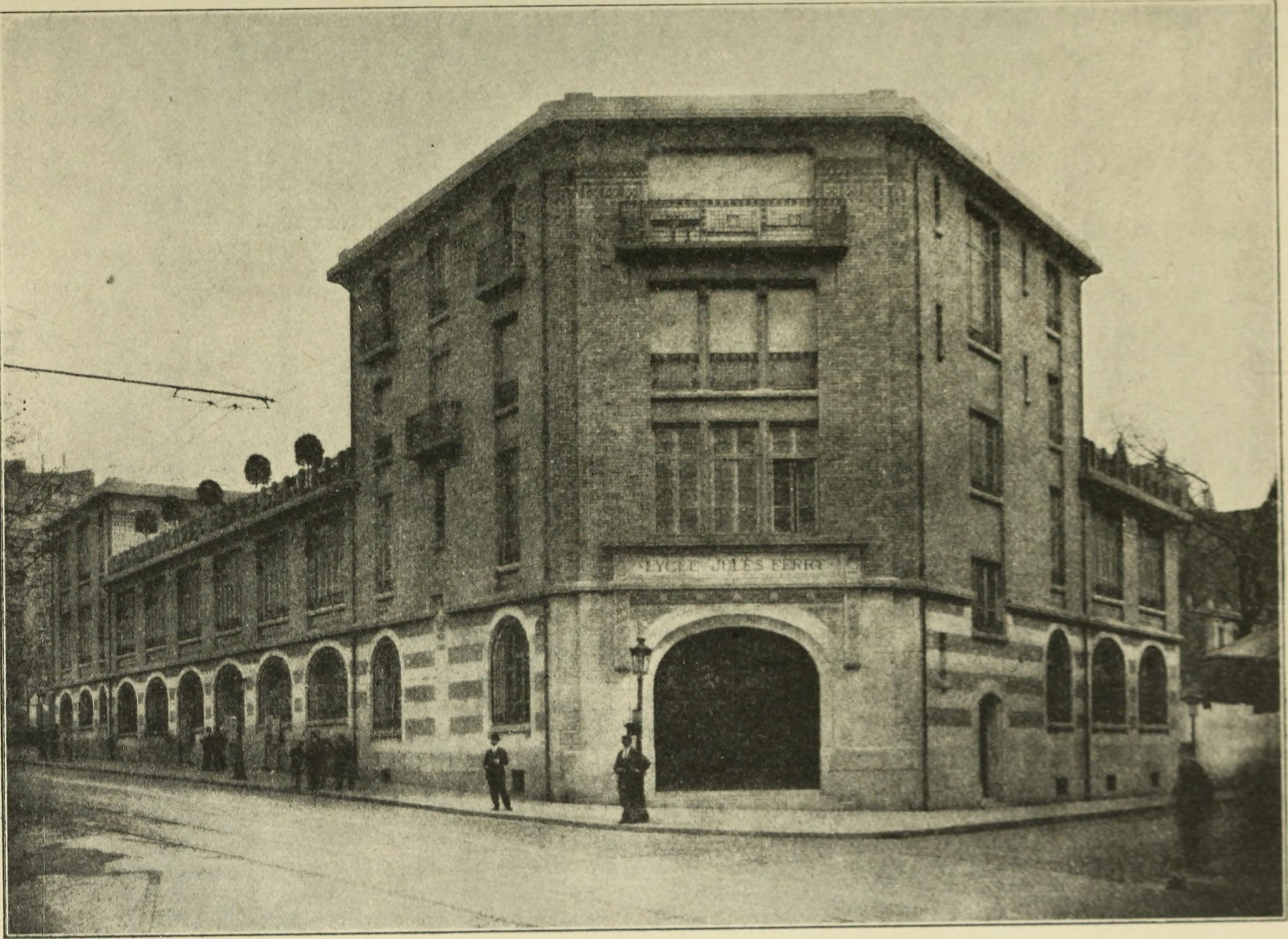
Le lycée dans les années 1910.

#### Les premiers temps (1913-1914)
Le lycée ouvre ses portes le 1er octobre 1913 avec 327 élèves. Il est inauguré le 26 octobre par Louis Barthou, président du Conseil et ministre de l'Instruction publique, Louis Liard, vice-recteur de l'académie de Paris, Lucien Poincaré, directeur de l'enseignement secondaire au ministère de l'Instruction publique et Mme Jules Ferry.
Dès 1914, avec la collaboration de professeurs du lycée Carnot, une préparation au baccalauréat C (latin-langues) est organisée pour les jeunes filles qui le désirent, même si la sanction officielle de l'enseignement secondaire des jeunes filles demeure jusqu'en 1924 le diplôme de fin d'études secondaires, qui ne permet pas de poursuivre des études supérieures à l'université.

#### La Première Guerre mondiale (1914-1918)
Même si le lycée n'est pas réquisitionné par l'armée, la vie quotidienne est modifiée par le déclenchement de la Première Guerre mondiale : des œuvres sociales sont créées, des vêtements produits en couture sont envoyés au front ; les matières premières sont financées par les collectes de fonds des élèves du lycée Condorcet et du lycée Voltaire. Anne Amieux, la directrice, organise des enseignements qui visent à permettre aux lycéennes d'aider leurs familles à subvenir à leurs besoins, alors que les pères, les époux et les frères tombent au front.
Malgré la guerre, le lycée est agrandi à deux reprises : l'aile donnant sur la rue de Douai est construite en deux tranches, en 1914-1916 et 1917-1919.
En 1917, Anne Amieux obtient la création d'une classe préparatoire à l'École centrale des arts et manufactures, la première de France pour les jeunes filles. Des professeurs-hommes des lycées Condorcet, Henri-IV, Buffon et Rollin assurent les cours, avec l'aide de Georges Fontené, mathématicien de renom et inspecteur général de l'Instruction publique. Un internat privé dirigé par la directrice est ouvert pour accueillir les candidates, rue Nollet (17e). Au concours 1918, six candidates sont admises, dont Sébastienne Guyot qui poursuivra pendant l'Entre-deux-guerres une carrière d'ingénieure aéronautique et de sportive de haut niveau. 
En 1919, les lycéennes organisent une collecte pour offrir un bouquet de fleurs à Georges Clemenceau, victime d'une tentative d'attentat ; la collecte est telle qu'elles lui remettent un stylogramme d'or, utilisé pour signer le traité de paix à la conférence pour la paix de Versailles.

#### Retour à la vie normale (1919-1930)
En 1923, la classe préparatoire à Institut agronomique, à l'École de physique et de chimie de la ville de Paris, à la Manufacture nationale de Sèvres et les jeunes filles sont admises à suivre ces cursus dans les lycées de garçons. Anne Amieux, la directrice, considérait que la formation de femmes ingénieures était un devoir patriotique : il s'agissait de former les cadres qui remplaceraient temporairement les hommes pendant les classes creuses engendrées par la Première Guerre mondiale.
Afin d'accueillir les nouvelles élèves, toujours plus nombreuses, des bâtiments provisoires en bois sont érigés dans les années 1920 afin d'augmenter le nombre de classes ; malgré ces aménagements de fortune, les locaux sont surchargés pendant une grande partie de l'Entre-deux-guerres.

### Du lycée d'élite à la démocratisation (1930-1975)

#### La fin de l'Entre-deux-guerres (1930-1939)
En 1928, l'établissement compte 1 120 élèves et les locaux provisoires édifiés pendant les années 1920 ne suffisent plus pour répondre aux demandes d'inscription. Des travaux sont entrepris en 1931 grâce au crédit de 15 millions de francs alloué par le Parlement dans le cadre du 2e plan d'outillage national décidé par le gouvernement pour relancer l'économie française, gravement atteinte par la crise économique. Les travaux durent cinq ans : le corps de l'ancien couvent est détruit et l'établissement est achevé, prenant la forme d'un losange. La coupole en briques de verre et ciment armé qui coiffe la salle polyvalente est achevée en 1934. Elle présente la particularité de n'être que posée sur un joint de caoutchouc qui se dilate et se rétracte selon la température pour prévenir les fissures. La grande horloge du beffroi qui surplombe la coupole est l'œuvre du ferronnier d'art hongrois Aldabert Szabo. Le gymnase, bâti sur un toit-terrasse, est construit en 1935. 
À partir de la rentrée 1930, la gratuité des études est instaurée en commençant par la sixième dans l'enseignement secondaire. La clientèle jusque-là composée de jeunes filles appartenant essentiellement aux classes supérieures de la société s'ouvrent à celles des classes intermédiaires et, dans une bien moindre mesure, des classes modestes. Ainsi, la proportion de filles d'employés parmi les nouvelles élèves inscrites passe de 14,2 à 22 % entre 1930 et 1935.

#### La Seconde Guerre mondiale (1939-1945)
Au début de la Seconde Guerre mondiale, les classes enfantine et primaires sont fermées et les autres transférées provisoirement au lycée Carnot. À la rentrée 1940, l'établissement rouvre en entier et deux professeurs sont révoquées en application de la loi du 18 octobre 1940 sur le statut des Juifs. Un comité de résistance s'organise progressivement avec des professeures de toutes tendances politiques : Cécile Angrand (Philosophie), Jeanne Gaillard (Histoire-Géographie) sont membres du Front national universitaire (proche du Parti communiste) et Georgette Sers (Histoire-Géographie) aurait appartenu à un réseau gaulliste. En 1944, le comité de résistance compterait une douzaine de professeures.
Sur les 103 élèves répertoriées par l'administration comme étant de confession juive en 1941, 25 sont arrêtées puis déportées en juillet 1942 lors de la rafle du Vélodrome d'Hiver. Une plaque commémorative a été apposée en leur mémoire en 2009.
Après la libération, trois professeures sont déférées devant le Comité académique d'épuration de Paris ; la procédure n'aboutit à aucune sanction pour deux d'entre elles, soupçonnées "d'attitude anti-alliée" mais la troisième, professeure d'histoire en classes préparatoires, est déplacée d'office dans un autre département.

#### L'après-guerre (1945-1975)
À partir de 1941, date de la nationalisation des écoles primaires supérieures et de leur érection en collèges, les effectifs de l'enseignement secondaire croissent beaucoup. Le lycée avait d'ailleurs ouvert pendant la guerre des classes de sixième annexe à l'école primaire élémentaire de jeunes filles de la rue Antoinette (18e) et rue des Poissonniers (18e). Entre 1941 et 1958, le nombre d'élèves accueillies par le lycée passe de 1492 à 2290. Afin de réduire les effectifs, une première annexe est créée en 1948 sur le boulevard Bessières ; elle devient indépendante en 1955 sous le nom de lycée Honoré-de-Balzac, une fois les bâtiments achevés. En 1958, une deuxième annexe est ouverte rue de la Jonquière (17e) ; elle devient indépendante en 1964 sous le nom de lycée Stéphane Mallarmé, ultérieurement transformé en collège.
En mai 1968, des lycéennes participent aux mouvements sociaux et l'activité politique est soutenue et surveillée par l'administration, sans qu'aucun incident n'ait lieu. 
Aux élections des représentants du personnel au conseil d'administration de 1969, la liste du Syndicat national des enseignements de second degré (SNES) reste majoritaire malgré la constitution parmi les professeurs d'un groupe autonome. De nombreux changements sont décidés : le port du pantalon est autorisé pour les jeunes filles, un foyer socio-éducatif est créé, les compositions trimestrielles supprimées, les notes chiffrées remplacées par une gamme de cinq appréciations (très satisfaisant, satisfaisant, moyen, insuffisant, très insuffisant), tandis que sanctions et distinctions sont supprimées dans le second cycle et les classes préparatoires. La notation par lettres est vite abandonnée en troisième, en première et en terminale en raison des formalités liées aux examens et à l'entrée dans l'enseignement supérieur ; elle est définitivement rétablie à tous les niveaux en 1977 avec l'approbation de 85 % des professeurs.

### Le lycée dans le temps présent (1975 à nos jours)

#### L'arrivée des garçons (1975-1983)
En 1957, les dernières classes primaires sont fermées. La partition du collège et du lycée, prévue par l'application de la loi Haby, est combattue par les personnels et parents d'élèves à partir de 1974 ; ils sont soutenus par Louis Baillot, député communiste du 18e arrondissement et obtiennent définitivement gain de cause en 1979.
Entre 1975 et 1979, les classes du collège deviennent progressivement mixtes, en commençant par la sixième. À la rentrée 1979, les garçons représentent moins d'un quart des effectifs ; à la rentrée 1980, le lycée devient mixte à son tour en commençant par la classe de seconde. Des garçons étaient déjà présents dès l'Entre-deux-guerres dans les classes enfantines et dès les années 1960 dans les classes préparatoires.

#### Dans le temps présent (1983 à nos jours)
En 1986, le mouvement contre le projet de loi Devaquet suscite un important mouvement social, le lycée est occupé et lance un appel à la coordination lycéenne.
L'établissement est rénové entre 1986 et 1991 puis restructuré entre 1996 et 2002 ; la surélévation sur la rue de Douai est bâtie à cette occasion. 
En 2013, le lycée Jules-Ferry célèbre son centenaire ; une cérémonie est organisée pour le 100e anniversaire de la première rentrée scolaire, le 1er octobre, en présence de George Pau-Langevin, ministre déléguée auprès du ministre de l'Éducation nationale, chargée de la réussite éducative. L'établissement participe aux journées européennes du patrimoine 2013, à la Nuit blanche et à la fête de la musique 2014.
Depuis janvier 2016, l'établissement est inscrit en totalité au titre des monuments historiques, et reçoit le label « Patrimoine du XXe siècle ».

## Évolution des effectifs
| Effectif au début de l'année scolaire                      | 1913 | 1920 | 1930 | 1941 | 1950 | 1958 | 1960                              | 1964                              | 1970                                             | 1980                                             | 1990                                             | 2000                                             | 2010                                             |
| ---------------------------------------------------------- | ---- | ---- | ---- | ---- | ---- | ---- | --------------------------------- | --------------------------------- | ------------------------------------------------ | ------------------------------------------------ | ------------------------------------------------ | ------------------------------------------------ | ------------------------------------------------ |
| Lycée Jules-Ferry 77 boulevard de Clichy (9e)              | 327  | 1275 | 1211 | 1492 | 1680 | 2290 | 2159                              | 2021                              | ?                                                | ?                                                | ?                                                | ?                                                | ~1500                                            |
| Annexe Bessières (1948-1958) 118 boulevard Bessières (17e) |      |      |      |      | 305  | 2283 | Lycée Honoré-de-Balzac (1958-...) | Lycée Honoré-de-Balzac (1958-...) | Lycée Honoré-de-Balzac (1958-...)                | Lycée Honoré-de-Balzac (1958-...)                | Lycée Honoré-de-Balzac (1958-...)                | Lycée Honoré-de-Balzac (1958-...)                | Lycée Honoré-de-Balzac (1958-...)                |
| Annexe Jonquière (1959-1964) 29 rue de la Jonquière (17e)  |      |      |      |      |      |      | 989                               | 1417                              | Lycée, puis collège Stéphane Mallarmé (1964-...) | Lycée, puis collège Stéphane Mallarmé (1964-...) | Lycée, puis collège Stéphane Mallarmé (1964-...) | Lycée, puis collège Stéphane Mallarmé (1964-...) | Lycée, puis collège Stéphane Mallarmé (1964-...) |
| TOTAL                                                      | 327  | 1275 | 1211 | 1492 | 1985 | 4573 | 3148                              | 3438                              |                                                  |                                                  |                                                  |                                                  |                                                  |

## Directrices (1913-1975) et proviseurs (1975 à nos jours)
| Début | Fin  | Chef d'établissement   | Observations |
| ----- | ---- | ---------------------- | --- |
| 1913  | 1919 | Anne Amieux            | En 1917, nommée membre de la commission extraparlementaire chargée d'examiner les modifications à apporter à l'organisation des études et aux sanctions de l'enseignement secondaire public des jeunes filles. Nommée directrice de l'École normale supérieure de jeunes filles (Sèvres) en 1919. |
| 1919  | 1922 | Marguerite Caron       | Précédemment directrice du lycée Lamartine. Nommée directrice du lycée Fénelon en 1922. |
| 1922  | 1934 | Anna Caron             | Précédemment directrice du lycée de jeunes filles de Nantes. |
| 1934  | 1941 | Jeanne Marquigny       | Mise à la retraite par le régime de Vichy en raison de ses origines polonaises, réintégrée en 1945. |
| 1941  | 1948 | Albertine Bottreau     | Précédemment directrice du lycée de jeunes filles de Strasbourg. |
| 1948  | 1950 | Marcelle Jayles        | |
| 1950  | 1957 | Jeanne Goupil          | |
| 1957  | 1966 | Geneviève Souquès      | |
| 1966  | 1972 | Mme Mortessagne        | |
| 1972  | 1975 | Odette Barenne         | Dernier chef d'établissement à porter le titre de directrice. |
| 1975  | 1981 | Mme Coti-Roberdet      | Conduit l'instauration de la mixité, premier chef d'établissement à porter le titre de proviseur. |
| 1981  | 1987 | M. Lienhart            | Premier homme nommé à la tête de l'établissement. |
| 1987  | 1991 | Roger-François Bansard | |
| 1991  | 2000 | Jacqueline Bierer      | |
| 2000  | 2009 | Marie-Ange Henry       | Secrétaire du SNPDEN de l'académie de Paris. En 2003, auditionnée par la mission d'information de l'Assemblée nationale sur la question du port des signes religieux à l'École. |
| 2009  | 2017 | Annick Fourno          | |
| 2017  |      | Christel Boury         | |

## Inscription au titre des monuments historiques
Le préfet de Paris et de la région Île-de-France, [...]
Considérant que le lycée Jules Ferry, œuvre de l'architecte Pierre Paquet en collaboration avec le peintre-décorateur Camille Boignard et l'entreprise de ferronnerie d'art d'Émile Robert, présente au point de vue de l'histoire de l'art un intérêt et des qualités suffisantes pour en rendre désirable la préservation, tant par son architecture à la fois fidèle aux critères de la Troisième République et témoin des premières audaces de la modernité, que par son décor intérieur, sa technique de construction (système Cottancin), son unité de programme et qu'il représente un jalon dans l'architecture scolaire du XXe siècle ;
Arrête :
Article 1er - Est inscrit au titre des monuments historiques, en totalité, le lycée Jules Ferry, sis 77 boulevard de Clichy et 62-66 rue de Douai, à Paris (9e arrondissement), y compris le sol de la parcelle et à l'exception de la surélévation contemporaine du pavillon donnant sur le 62 de la rue de Douai [...]

## Classements

### Classement du lycée
En 2017, le lycée se classe 83e sur 112 au niveau départemental quant à la qualité d'enseignement, et 1221e sur 2277 au niveau national. Le classement s'établit sur trois critères : le taux de réussite au bac, la proportion d'élèves de première qui obtient le baccalauréat en ayant fait les deux dernières années de leur scolarité dans l'établissement, et la valeur ajoutée (calculée à partir de l'origine sociale des élèves, de leur âge et de leurs résultats au diplôme national du brevet).

### Classes préparatoires aux Grandes Écoles (CPGE)
Le lycée accueille une classe préparatoire littéraire en filière ENS Lyon. Le classement national des classes préparatoires aux grandes écoles (CPGE) se fait en fonction du taux d'admission des élèves dans les grandes écoles.  En 2015, L'Étudiant donnait le classement suivant pour les concours de 2014 :
| Filière | Élèves admis dans une grande école* | Taux d'admission* | Taux moyen sur 5 ans | Classement national | Évolution sur un an |
| --- | ----------------------------------- | ----------------- | -------------------- | ------------------- | ------------------- |
| Khâgne LSH | 1 / 85 élèves                       | 1 %               | 3 %                  | 35e sur 73          | 5                   |
| Source : Classement 2015 des prépas - L'Étudiant (Concours de 2014). * le taux d'admission dépend des grandes écoles retenues par l'étude. Par exemple, en filière ECE et ECS, ce sont HEC, ESSEC, et l'ESCP ; en khâgne, ce sont l'ENSAE, l'ENC, les 3 ENS, et 5 écoles de commerce. |                                     |                   |                      |                     |                     |

## Personnalités liées au lycée

### Direction et professeurs
- Anne Amieux, directrice du lycée (1913-1919) puis de l'École normale supérieure de Sèvres, officier de la Légion d'honneur.
- Lucie Aubrac, professeure d'histoire-géographie (à partir de 1948), résistante, militante communiste.
- Colette Audry, ancienne élève de l'École normale supérieure de Sèvres, professeur de lettres nommée en 1936, dirigeant syndical, militante communiste et féministe[18].
- Jacqueline Bonnamour, professeure de géographie en classes préparatoires.
- Hélène Bruntz, professeure de français, latin et grec ; auteure du roman Trouver l’aiguille.
- Anne Coldefy-Faucard, professeure de russe, traductrice et éditrice.
- Jeanne Doumergue, professeur de lettres dans les années 1920 et 1930, qui épousa le président de la République Gaston Doumergue, en 1931, quelques jours avant la fin de son mandat.
- Suzanne Collette-Kahn, professeur d'allemand, militante socialiste, dirigeante du Syndicat national des professeurs de lycée, vice-présidente de la Ligue des droits de l'homme[19].
- Marthe Fauré, professeure de Lettres, militante féministe, résistante, membre du Syndicat national de l'enseignement secondaire[20].
- Louis Francis, écrivain et professeur de Lettres, lauréat du Prix Renaudot 1934.
- Jeanne Gaillard, professeure d'histoire-géographie (1936-1950), militante communiste, résistante, a participé à la Libération de Paris en 1944[21].
- Nicolas Grimaldi, professeur de philosophie (années 1970).
- Renée Lamberet, professeure d'histoire-géographie (1936-1966), résistante, militante anarchiste[21].
- Andrée Limbour, professeure d'histoire-géographie nommée en 1932, militante trotskyste puis socialiste[22].
- Paul Mouy, professeur de philosophie (1930-1936), nommé au lycée Henri-IV puis à la Sorbonne.
- Christian Jambet, professeur de philosophie en classes préparatoires (1989-2011), directeur d'études à l'École pratique des hautes études.
- Guillemette Morand, artiste-peintre (1913-1989), y aurait peint une fresque murale.
- Annette Maignan, ancienne élève de l'École normale supérieure, professeure de latin et grec nommée en 1937, militante chrétienne.
- Marguerite Schwab-Sommer, professeure d'histoire-géographie (1933-1940 et 1944-1954), militante féministe[19].
- Anne Serrier, professeure de Lettres, membre du comité national Syndicat général de l'Éducation nationale (1946-1964)[23].
- Gabrielle Véroux, professeure de Lettres, présidente de la Société des agrégées[24], membre du Conseil supérieur de l'instruction publique[25].
- Germaine Willard, professeure d'histoire-géographie, résistante, militante communiste[26].

### Élèves
- Catherine Arditi, actrice.
- Maud de Belleroche, journaliste et femme de lettres[27].
- Anne-Marie Carrière, actrice et chansonnière.
- Fadéla Boumnedjel-Chitour, militante pour les droits humains, féministe.
- Céline Caussimon, actrice.
- Anne Chopinet, ancienne élève des classes secondaires, première femme à intégrer l'École polytechnique[28].
- Ginette Cros, professeure d'histoire-géographie, résistante et responsable communiste.
- Colette Dimic, professeure de littérature à l'Université de l'Alberta (Canada).
- Marie-Louise Dubreil-Jacotin, mathématicienne[29].
- Caroline Janvier, députée[30]
- Isabelle Jarry, écrivain.
- Sébastienne Guyot, ingénieur, athlète de haut niveau, élève admise à l'École centrale Paris avec la première promotion mixte, médaillée de la Résistance[31].
- Diane Kurys, actrice et productrice de cinéma[32].
- Dominique Lagrou-Sempère,  ancien élève de khâgne, journaliste[33].
- Dominique Lejeune, ancien élève de khâgne, professeur d'histoire en classes préparatoires.
- Alexis Michalik, acteur[34].
- Claude Mossé, historienne de la Grèce antique, maître de conférences des universités.
- Catherine Mouchet, actrice.
- Natacha Polony, journaliste et essayiste française spécialisée dans l'éducation.
- Hélène Rioux, historienne[35].
- Olivia Rosenthal, écrivain.
- Christa Theret, actrice.
- Jane Vialle, journaliste, femme politique et résistante[36].
- Julie Zenatti, chanteuse, auteur, compositeur[37].

## Au cinéma
Le lycée Jules-Ferry a servi de décor à :
- Diabolo menthe, de Diane Kurys, sorti en salles en 1977. La réalisatrice est une ancienne élève[38],[32].
- L'Avenir de Mia Hansen-Løve, fille de Laurence Hansen-Løve, professeur de philosophie dans cet établissement[39],[40].
- Seize printemps de Suzanne Lindon, 2020[41].

## Clips musicaux
Le lycée Jules-Ferry a servi de décor à :
- Notes pour trop tard x Le malamour de Barbara Pravi, 2019[42].
- Ce mur qui nous sépare interprété par Lou et Lennikim pour le dessin animé Miraculous, 2019[43][source insuffisante].

## Accès
Le lycée est desservi par les lignes de métro 2 et 13 à la station Place de Clichy.

#### Ouvrages
- Monique Epelbaum (dir.), Mémorial des vingt-cinq élèves juives du lycée Jules-Ferry déportées pendant la Seconde Guerre mondiale, Paris, Association historique du lycée Jules-Ferry, 2015, 120 p. (ISBN 978-2-9551343-0-6, lire en ligne)
- Françoise Mayeur, L'enseignement secondaire des jeunes filles sous la Troisième République, Paris, Presses de la Fondation nationale des sciences politiques, 1977, 489 p.
- Pierre Porcher, Histoire du lycée Jules-Ferry, des arts domestiques à l'informatique (1913-2013), Paris, Association historique du lycée Jules-Ferry, 2013, 157 p. (ISBN 978-2-7466-6171-4).

#### Sources imprimées
(septembre 2017).
- Anatole de Baudot, L'architecture, le passé, le présent, 1916. (p. 149-153)
- La Science et la Vie - Janvier 1914 - La France pour rester forte doit protéger la santé de ses citoyens (Article illustré en partie avec le lycée Jules-Ferry, construit l'année précédente)